# Піщанка (Челябінська область)
Піщанка (рос. Песчанка) — селище у Карталинському районі Челябінської області Російської Федерації.
Входить до складу муніципального утворення Сніжненське сільське поселення. Населення становить 129 осіб (2010).

## Історія
Від 4 листопада 1924 року належить до Карталинського району Челябінської області.
Згідно із законом від 17 вересня 2004 року органом місцевого самоврядування є Сніжненське сільське поселення.

## Населення
| 2002 | 2010 |
| ---- | ---- |
| 174  | ↘129 |